# Samuel Slater
Samuel Slater (Belper, 4 de maio de 1768 — Webster, 21 de abril de 1835) foi um industrial estadunidense.
É reconhecido como "pai da Revolução Industrial dos Estados Unidos".